# Lutter am Barenberge
Lutter am Barenberge er en by i Landkreis Goslar, i den tyske delstat Niedersachsen 2.310 indbyggere (2018-12-31).  Den er administrationsby  i  amtet (Samtgemeinde) Lutter am Barenberge. 

## Geografi
Den ligger mellem bjergkæden Harzen mod syd  Hainbergbakkerne mod nord, omkring 13 km nordvest for Goslar og 7 km nordvest for Langelsheim. Í kommunen ligger landsbyerne  Nauen og Ostlutter.

## Historie
Lutter, er opkaldt efter et nærliggende vandløb, blev grundlagt af den tysk-romerske kejser  Otto den Store i 956 som en del af  Gandersheim Kloster. Navnet  Lutter am Barenberge er kendt siden det  14. århundrede
Under trediveårskrigen  trak de danske tropper under kong Christian 4. sig tilbage til borgen Lutter, hvor de blev besejret af  Den Katolske Liga under ledelse af General Tilly i 1626 Slaget ved Lutter am Barenberg  17. august 1626. 
- Se også: Kejserkrigen.